# كروية (حشرة)
حشرة كروية (بالإنجليزي: Coccus insect) هي جنس من الحشرات القشرية من عائلة القرمزيات، لها عدة أشكال منها الكروي أمثلتها : كروية خضراء التي تتطفل على أشجار القهوة

## الأنواع
•	كروية بنية رخوة
•	كروية الحمضيات الرخوة
•	كروية celatus
•	كروية خضراء